# フリー女子アナの殺人リポート
『フリー女子アナの殺人リポート』（フリーじょしアナのさつじんリポート）は、2004年と2006年にテレビ朝日系「土曜ワイド劇場」枠で放送されたテレビドラマ（2時間ドラマ）のシリーズ。全2作。制作はABCと東北新社。主演は富田靖子。

## 概要
フリーアナウンサーの島村梢が取材先で起きた殺人事件の謎を追う。
第1作は北海道、第2作は宮城県が舞台。

## キャスト

### レギュラー
- 島村梢（フリーアナウンサー）		- 富田靖子
- 槙俊介（建築学者）	- 辰巳琢郎
- 城戸亘（ディレクター）	- 嶋尾康史
- 山中貞治（アナウンス室長）	- 中原丈雄
- 島村嘉吉（梢の父親）	- 山田吾一

### ゲスト
第1作（2004年）
- 影山玲子	- 伊藤裕子
- 松岡洋一	- 井田國彦
- 長尾恵美子	- 滝沢涼子
- 広田房江	- 山田スミ子
- 沢木隆之	-	塩屋俊
- 筑波昇 - 近童弐吉
- 藤木警部 	- 鈴木ヒロミツ
- 増田由紀夫
- 江口ナオ

第2作（2006年）
- 財前環	 - 大島さと子
- 藤村美里	- 北原佐和子
- 高階俊 	- 寺泉憲
- 真島ヒカル	- 嘉門洋子
- 乾巡査部長	- 高橋元太郎
- 穴吹順子	-	入絵加奈子
- 三上章	-	柳野コウセイ
- 梨本警部	-	市山貴章

## 放映リスト
| 話数 | 放送日        | サブタイトル                                                              | 脚本     | 監督   | 備考              |
| ---- | ------------- | ------------------------------------------------------------------------- | -------- | ------ | ----------------- |
| 1    | 2004年4月17日 | 雪に埋もれた死体・旭川～羽幌～天売島、幻の海鳥が告げる不倫妻と3億円の行方 | 渡辺善則 | 井坂聡 |                   |
| 2    | 2006年2月18日 | 天才女流作家謎の沈黙・仙台～秋保～松島ストーカー殺人事件を追え            | 渡辺善則 | 井坂聡 | 21:20-23:11の放送 |